# Cratilla metallica
Cratilla metallica är en trollsländeart som först beskrevs av Brauer 1878.  Cratilla metallica ingår i släktet Cratilla och familjen segeltrollsländor. IUCN kategoriserar arten globalt som livskraftig. Inga underarter finns listade i Catalogue of Life.